# Ptôion
Le Ptôion ou Ptôon (en grec ancien : Πτώϊον ou Πτῷον, Πτῶον, en latin : Ptoum) est un sanctuaire oraculaire de la Grèce antique, situé en Béotie et dédié à Apollon Ptôios ou Ptôos.
Le sanctuaire est situé dans le nord-est de la Béotie, sur le flanc du mont Ptôion ou Ptôon (en grec moderne : Πτώο / Ptóo), à l'est de l'ancien lac Copaïs, au nord du lac Ylíki et un peu à l'est de l'ancienne ville d'Akraiphia (en). Les points culminants du Ptóo sont les monts Petalás (781 m) à l'est et Pelagías (726 m) à l'ouest.
Les fouilles menées par l'École française d'Athènes, initialement sous la direction de Maurice Holleaux à partir de 1885, ont mis au jour un assez grand nombre de statues archaïques, notamment des kouroi du VIe siècle av. J.-C. et des trépieds trouvés à divers endroits dans la zone du sanctuaire.
La montagne est inscrite comme zone protégée.

## L'oracle d'Apollon
L'oracle d'Apollon Ptôios (en grec ancien : Πτώϊος / Ptóïos) était situé à 3 km au nord-est d'Akraiphia. Pausanias le Périégète raconte qu'il était à l'origine l'oracle du héros local Ptôo, fils du roi de Béotie Athamas et de Thémisto, plus tard remplacé par Apollon, qui a acquis le nom de Ptôos comme épithète locale. Le héros a reçu son propre petit sanctuaire au lieu-dit Kastráki, à environ un kilomètre à l'ouest de l'emplacement d'origine, qui montre des signes d'activité humaine du VIe au IVe siècle av. J.-C..
Il reste sur le mont Ptôion quelques vestiges d'une colonie néolithique et helladique et d'une forteresse mycénienne, abandonnées pendant la période archaïque.

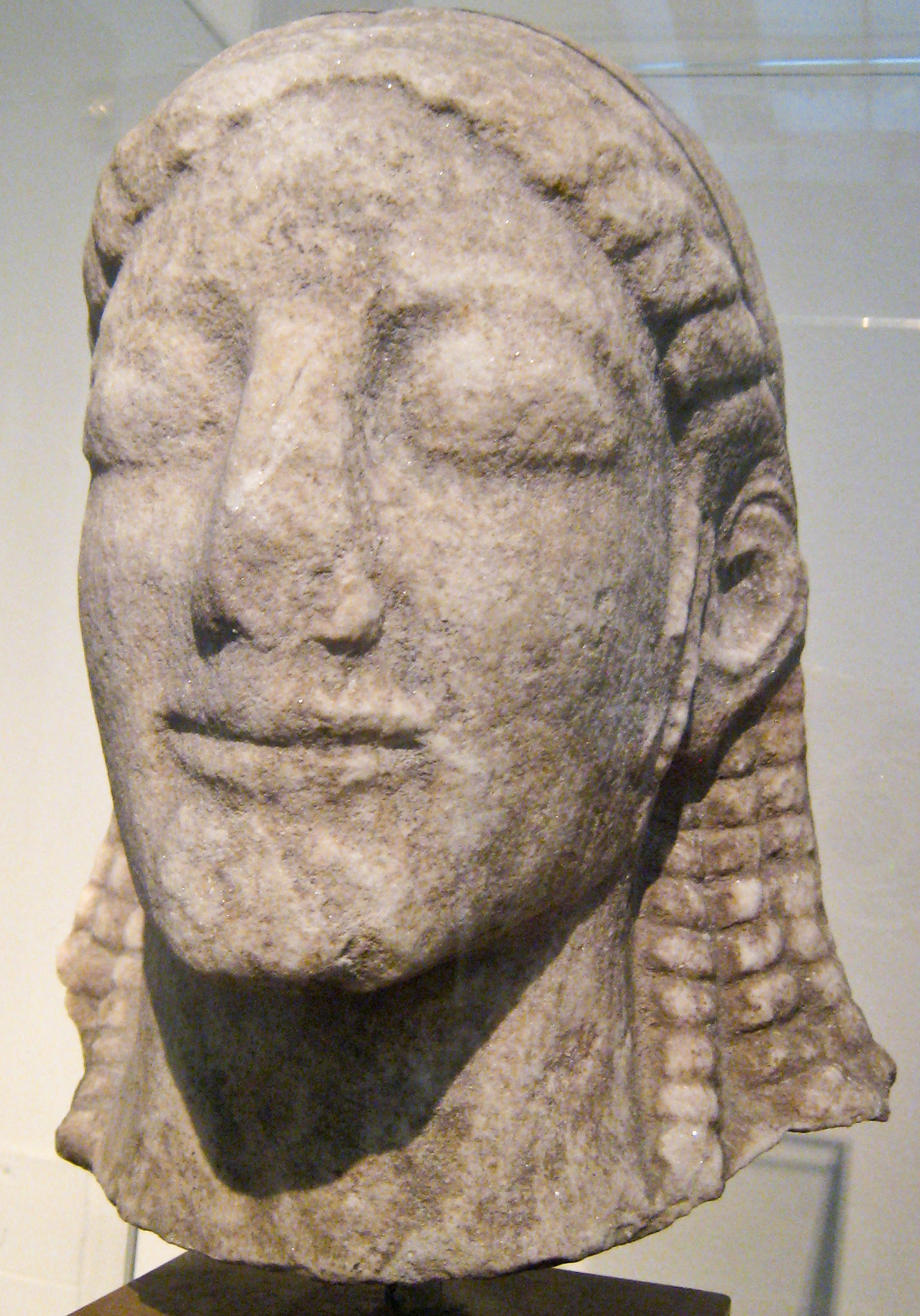
Tête de kouros du temple d'Apollon. Musée national archéologique d'Athènes.

L'oracle d'Apollon est mentionné par Hérodote, qui y décrit une visite d'un Européen nommé Mys (ὁ Μῦς, Μυός), envoyé par le général perse Mardonios pour obtenir des réponses de divers oracles :

« Les Thébains racontent une merveille très grande à mon avis. Mys, ayant parcouru tous les oracles, visita aussi le temple d'Apollon Ptoüs. Ce temple, qu'on appelle le Ptôon, appartient aux Thébains. Il est situé au-dessus du lac Copaïs, au pied d’une montagne, près de la ville d'Acræphia. Mys étant arrivé à ce temple, trois citoyens choisis par la cité l'y suivirent pour mettre par écrit la réponse de l'oracle. Aussitôt la prêtresse lui répondit en une langue barbare. Les Thébains dont il était accompagné furent étonnés de l'entendre parler une langue différente du grec. Comme ils étaient embarrassés sur les résolutions à prendre, Mys leur prit les tablettes des mains et y inscrivit la réponse que lui avait dictée l'oracle, qui était, paraît-il, en langue carienne, puis il s'en retourna en Thessalie. »

— Hérodote, Histoires, 8, 135. Traduction Larcher.
Cet épisode est également mentionné par Pausanias.

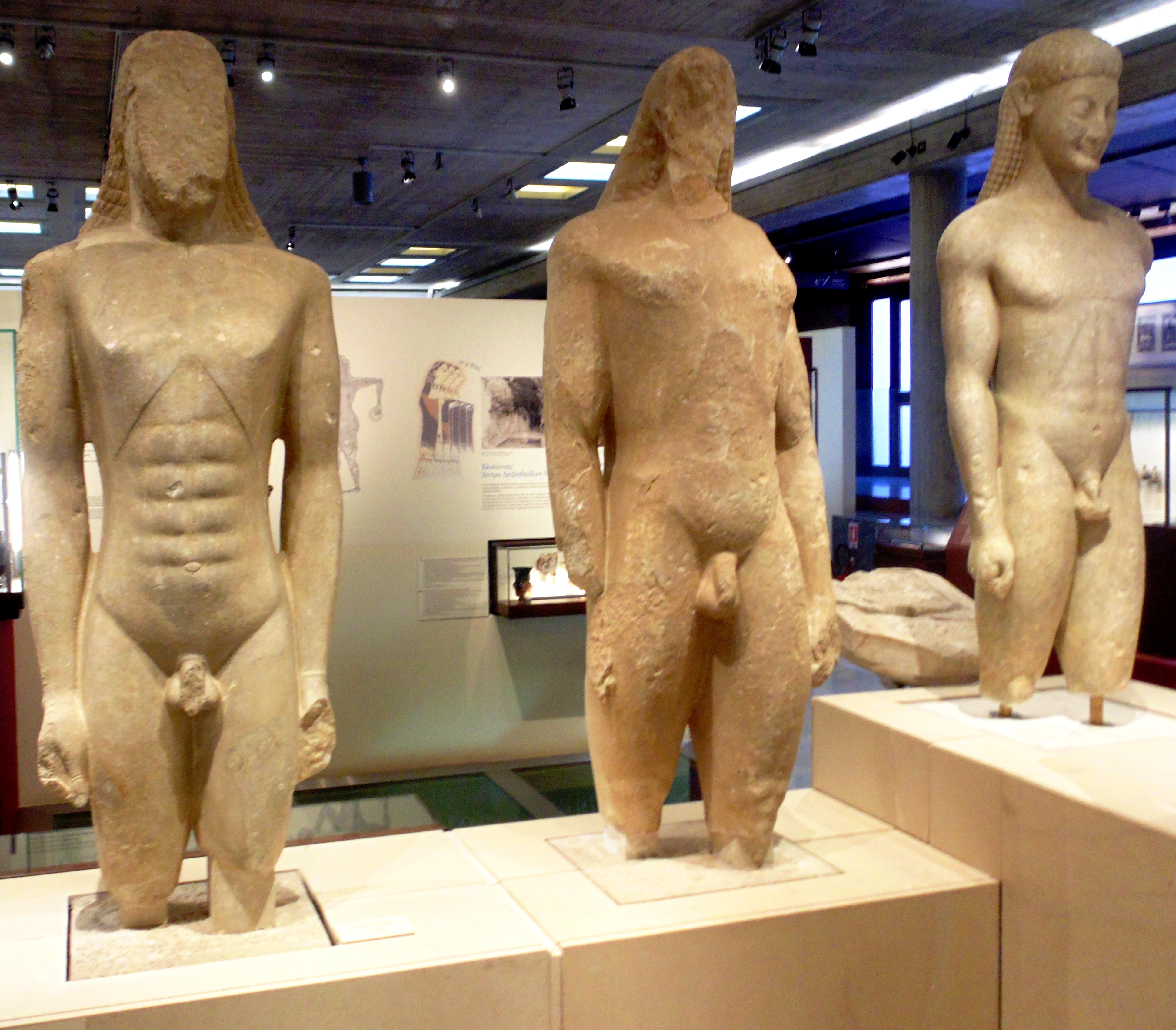
Trois kouroi du sanctuaire de Ptôon. Musée archéologique de Thèbes.

La zone, avec le sanctuaire,, a été contrôlée par Thèbes jusqu'à la fin de la période classique, comme en témoignent les vestiges de fortifications thébaines sur les différents sommets de la chaîne de montagnes (mais pas sur le mont Ptoion). Plus tard, le sanctuaire passa sous le contrôle de la ligue béotienne et plus tard d'Acræphia. Lorsque Pausanias visita le site, au IIe siècle av. J.-C., l'« oracle infaillible » n'était plus actif,.
Selon un décret de l'amphictyonie de Delphes, à partir de 228/226 av. J.-C., tous les quatre ans se tenaient près de l'oracle les fêtes pentétériques des Ptoia, concours musical en l'honneur d'Apollon. Les Ptoia (grec ancien : Πτώϊα / Ptóïa, neutre pluriel) se sont éteints au cours des siècles, mais ont été restaurés sous les empereurs de la dynastie julio-claudienne, sous les noms latins de Ptoia et Cæsarea (grec ancien : Πτώϊα καὶ Καισάρεια / Ptóïa kài Kaisáreia) et célébrés jusqu'au début du IIIe siècle.
À l'époque byzantine, le sanctuaire a cédé la place au monastère chrétien d'Agía Pelagía, transporté au sommet de la montagne durant la période ottomane.

## Découvertes archéologiques
Les vestiges du sanctuaire du héros Ptôos montrent la présence de deux terrasses, celle du bas dédiée au héros, celle du haut dédiée à une divinité féminine non identifiée : c'est un temple étroit du IVe siècle av. J.-C., construit sur un bâtiment préexistant datant des VIIe-VIe siècle av. J.-C..
Le sanctuaire d'Apollon Ptôos, quant à lui, s'est développé sur trois terrasses. Au sommet du site se trouvait un temple dorique périptère à 8 × 13 colonnes datant de la fin du IVe siècle av. J.-C., construit sur les fondations d'un temple archaïque ; le siège de l'oracle était dans la grotte orientale de la source, où les prêtres donnaient les réponses. On a trouvé des traces de bâtiments annexes à cet endroit et dans les niveaux inférieurs. L'importance transrégionale du sanctuaire à l'époque archaïque ressort du grand nombre de kouroi et de trépieds trouvés lors des fouilles, aujourd'hui conservés au Musée archéologique de Thèbes et au Musée national archéologique d'Athènes.